# Аралкум (Аральський район)
Аралку́м (каз. Аралқұм) — станційне селище у складі Аральського району Кизилординської області Казахстану. Адміністративний центр Аралкумського сільського округу.
Населення — 1231 особа (2021; 1130 у 2009, 1081 у 1999, 393 у 1989).